# 富井剛志
富井 剛志（とみい つよし、1971年（昭和46年）8月3日）は、日本のアルペンスキーヤー。

## 経歴・人物
長野県下高井郡野沢温泉村出身。長野県飯山南高等学校卒業、野沢温泉スキークラブ所属。
その後、1992年アルベールビルオリンピックと1998年長野オリンピックに出場する。アルベールビル五輪では滑降で25位、長野五輪では滑降で17位、スーパー大回転で24位に入った。2001年（平成13年）引退した。